# Boardové sporty
Boardové sporty jsou například skateboarding, snowboarding,fingerboarding a další. Název boardové vznikl ze slova board což znamená deska nebo také prkno což napovídá že v tomto sportu se jezdí na prkně ať už má kolečka nebo ne. Skateboarding se vyvinul ze surfingu, kdy jeden z nejvýznamnějších jezdců Rodney Mullen, který začínal na ulici, vymyslel většinu triků a dělal tzv. freestylové triky..